# TILMAG-Methode
Die TILMAG-Methode (Transformation Idealer Lösungselemente durch Matrizen der Assoziations- und Gemeinsamkeitenbildung) ist eine Kreativitätstechnik, die von  Helmut Schlicksupp (1943–2010) vom Battelle-Institut, Frankfurt am Main, entwickelt wurde. Sie ist eine vereinfachte und weniger abstrakte Abwandlung der (klassischen) Synektik. 

## Vorgehensweise
1. Diskussion der Problemstellung
2. Aufbau einer Assoziationsmatrix
3. Kombination der Idealelemente und spontane Assoziationen
4. Aufbau der Gemeinsamkeitenmatrix
5. Gegenüberstellung der Assoziationen zur Bildung von Gemeinsamkeiten
6. Schöpferische Konfrontation zur Ermittlung von Lösungsansätzen